# カンダハール包囲戦
カンダハール包囲戦（ペルシア語: محاصره قندها）は、1737年4月にホータキー朝支配下のアフガニスタン・ローイ・カンダハールで起こった包囲戦。アフシャール朝のナーディル・シャーがアフガニスタン南部に侵攻し、ホータキー朝のフサイン・ホータクが押さえていた王朝最後の拠点を襲撃したことから勃発した。現在のカンダハールにおける古カンダハール地域で展開された包囲戦は、アフシャール朝がホータキー朝を破る1738年3月24日まで続いた。これによりカンダハール一帯はアフシャール朝に併合され、ホータキー朝は滅亡した。

## 歴史

### 背景
ホータキー族はムハンマド・シャーの臣下ではなかったが、一族の大多数は度々ムガル帝国に奉じていた。ホータキー朝もムガル帝国もスンナ派であったのに対し、ペルシアを支配していたアフシャール朝はシーア派であったため、この行動がナーディル・シャーの侵攻を招く結果となった。

### 包囲戦
カンダハールでの包囲戦はほぼ1年に渡って展開された。しかしアフシャール朝には攻城砲が不足していたため、大半は戦火を交えることなく終わっている。次第に苛立ちをみせたペルシア人はカンダハールの急襲を幾度も試みたが、パシュトゥーン人は挑発的に反撃した。

### バフティヤーリーの襲撃

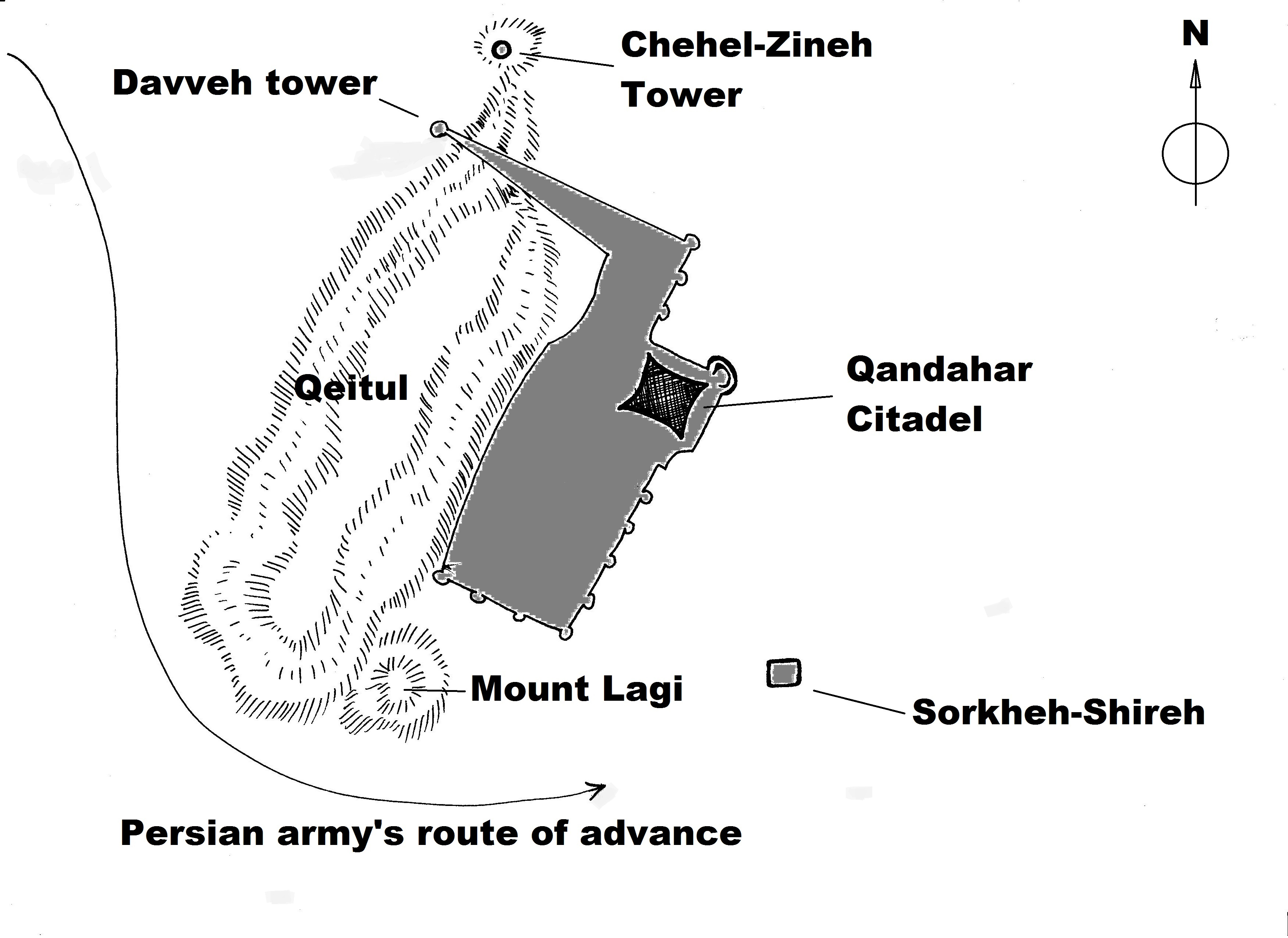
包囲されたカンダハール

ホータキー朝の軍勢は包囲を前提にしてカンダハールに食糧をため込んでいた。1737年末から飢餓が広がり始めたが、ナーディルはカンダハールの食糧が底をつくにはしばらく時間がかかることを認識していた。なお彼はサファヴィー朝のアッバース3世を退位させ、自身がペルシアの統治者に即位したばかりであったため、包囲戦の最中しばしば戦線を離脱している。1738年3月23日、彼は人海戦術を採るためバフティヤーリー人から3000人を募った。この時の指揮官に、バフティヤーリー人の中からムッラーの称号を得ていたアディネー・ムスタフィが選ばれている。
ナーディルは当初、彼が直面した脅威を理由にムッラーの参戦を断念させようとしていたが、当のムッラーは参戦の意志を曲げなかった。攻撃前夜、ナーディルは個人的にバフティヤーリーへ、攻撃が成功した暁には1000ルピーの報奨金と戦利品の山分けをすると宣言している。3月24日、バフティヤーリーたちはチェヘル・ゼナの崖に身を潜め、カンダハールに急襲を仕掛けた。要塞防衛のため見張り塔にいたパシュトゥーン人は応戦したが、大きな損害を与えることはできなかった。多くのバフティヤーリーは城壁に到達し、梯子を掛けて内部への侵入を試みた。ムッラーは真っ先に城壁の最上部へ到達したため、それを皮切りに城壁で激しい戦闘が勃発している。徐々に城壁はバフティヤーリーの手に落ち、要塞内部への侵入も開始された。その後彼らは城壁へ火砲を上げ、内部への砲撃を行い始めた。
パシュトゥーン人は要塞を奪取するため反撃に出たが、バフティヤーリーのジャザーイェルチ（ライフル銃兵）による猛射の前に倒れていった。フサイン・ホータクと少数のパシュトゥーン人は戦意を喪失し、カンダハール後方の城塞へ撤退した。見捨てられたカンダハールの住民たちはペルシアの捕虜にとられるか、殺されている。ペルシア側は城壁に設置されていた大砲を奪い取り、城塞へ向けて砲撃を始めた。翌日、城塞に立て籠もっていたフサインたちはついに投降し、30年に渡ってペルシア一帯を支配したホータキー朝は滅亡した。

### 戦後

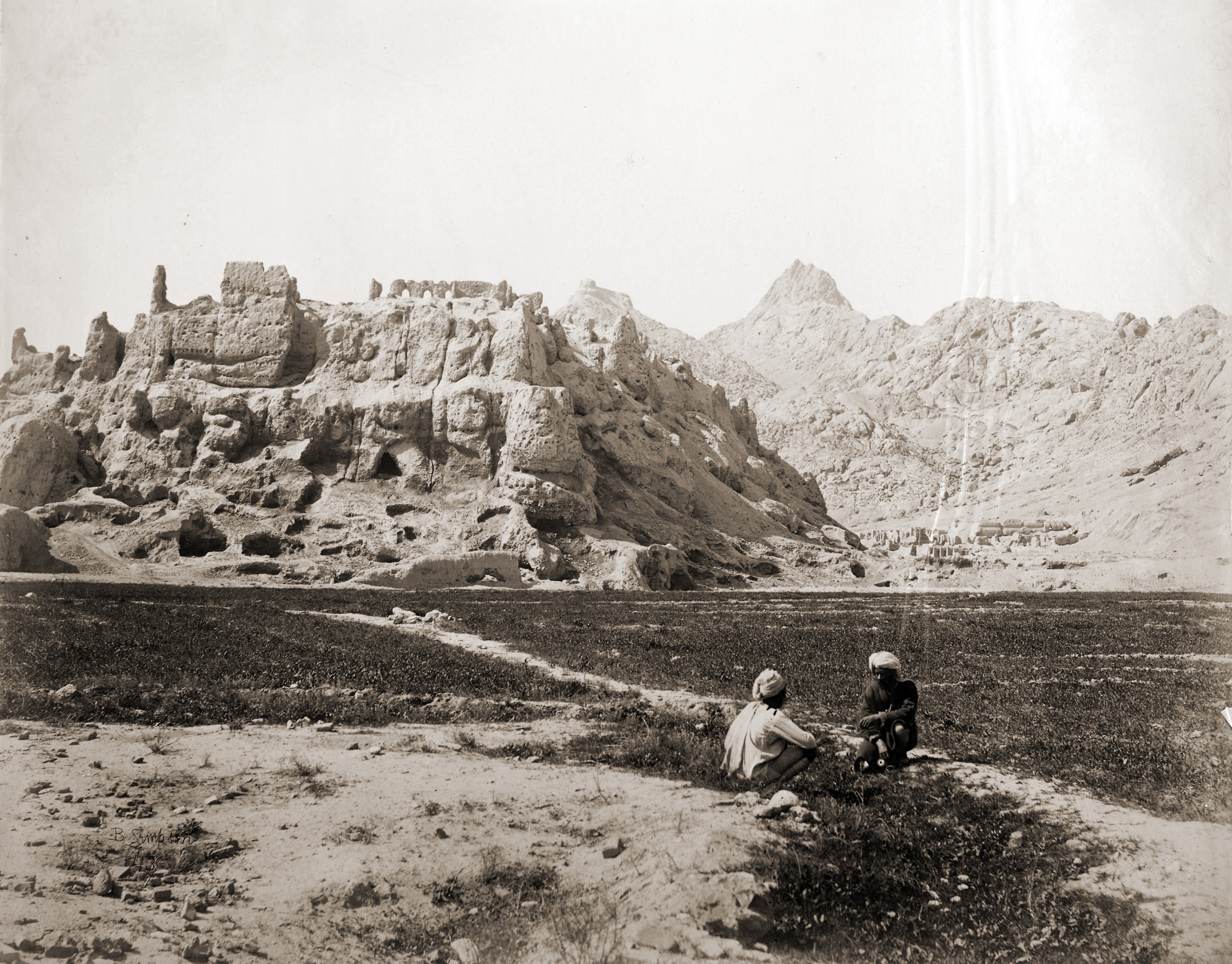
ペルシア軍によって破壊された古カンダハールの城塞（1881年撮影）

ナーディル・シャーは約束通りバフティヤーリーたちを盛大に労い、彼らを率いたアディネー・ムスタフィには袋いっぱいの金を与えている。フサイン・ホータクは捕虜となったものの寛大に扱われ、他のホータキー朝の王族とともにマーザンダラーンへ追放された。なお、彼らはのちにザンド朝による虐殺に巻き込まれて殺害されたと推測されている。一方で、ナーディルはフサインが重用した軍司令官であるムハンマド・セイダル・ハーンに疑りの目を向けていた。後々騒動を起こしかねないと判断したナーディルは、彼に対し失明するよう命じている。
カンダハールは砲撃により壊滅状態であったため、生き残った住民はアフシャール朝が南東約10キロの地点に建造した新たな都市に移住した。後にナーディルは自らの名をとってナーディラバードと名付けている。これを機にカンダハールの旧市街に住む者はいなくなったが、現在でも都市遺跡として現存している。